# Canton de Marseille-10
Le canton de Marseille-10 est une circonscription électorale française du département des Bouches-du-Rhône créée par le décret du 27 février 2014 et entrée en vigueur lors des élections départementales de 2015.

## Histoire
Un nouveau découpage territorial des Bouches-du-Rhône entre en vigueur à l'occasion des élections départementales de mars 2015, défini par le décret du 27 février 2014, en application des lois du 17 mai 2013 (loi organique 2013-402 et loi 2013-403). Les conseillers départementaux sont, à compter de ces élections, élus au scrutin majoritaire binominal mixte. Les électeurs de chaque canton élisent au Conseil départemental, nouvelle appellation du Conseil général, deux membres de sexe différent, qui se présentent en binôme de candidats. Les conseillers départementaux sont élus pour 6 ans au scrutin binominal majoritaire à deux tours, l'accès au second tour nécessitant 10 % des inscrits au 1er tour. En outre la totalité des conseillers départementaux est renouvelée. Ce nouveau mode de scrutin nécessite un redécoupage des cantons dont le nombre est divisé par deux avec arrondi à l'unité impaire supérieure si ce nombre n'est pas entier impair, assorti de conditions de seuils minimaux. Dans les Bouches-du-Rhône, le nombre de cantons passe ainsi de 57 à 29.
Le canton est entièrement inclus dans l'arrondissement de Marseille. Le bureau centralisateur est situé à Marseille.

## Représentation
| Période élective | Période élective | Mandat | Mandat   | Identité                               | Nuance | Nuance | Qualité |
| ---------------- | ---------------- | ------ | -------- | -------------------------------------- | ------ | ------ | --- |
| 2015             | 2021             | 2015   | 2021     | Lionel Royer-Perreaut                  |        | LR     | Maire des 9e et 10e arrondissements de Marseille (2014-2022)                                                                                               |
| 2015             | 2021             | 2015   | 2021     | Martine Vassal                         |        | LR     | Chef d'entreprise Présidente du conseil départemental des Bouches-du-Rhône (depuis 2015) Présidente de la Métropole d'Aix-Marseille-Provence (depuis 2018) |
| 2021             | 2028             | 2021   | 2022     | Lionel Royer-Perreaut (démissionnaire) |        | DVD    | Conseiller sortant |
| 2021             | 2028             | 2022   | en cours | Sylvain di Giovanni                    |        | DVD    | Adjoint au maire des 9e et 10e arrondissements de Marseille                                                                                                |
| 2021             | 2028             | 2021   | en cours | Martine Vassal                         |        | LR     | Conseillère sortante, Présidente du conseil départemental                                                                                                  |

### Résultats détaillés

#### Élections de mars 2015
À l'issue du 1er tour des élections départementales de 2015, deux binômes sont en ballottage : Lionel Royer-Perreaut et Martine Vassal (Union de la Droite, 40,17 %) et Marcel Maunier et Jocelyne Trani (FN, 32,27 %). Le taux de participation est de 46,36 % (22 276 votants sur 48 045 inscrits) contre 48,55 % au niveau départemental et 50,17 % au niveau national.
Au second tour, Lionel Royer-Perreaut et Martine Vassal (Union de la Droite) sont élus avec 65,76 % des suffrages exprimés et un taux de participation de 47,91 % (13 952 voix pour 23 010 votants et 48 031 inscrits).

#### Élections de juin 2021
Le premier tour des élections départementales de 2021 est marqué par un très faible taux de participation (33,26 % au niveau national). Dans le canton de Marseille-10, ce taux de participation est de 32,59 % (16 090 votants sur 49 366 inscrits) contre 32,44 % au niveau départemental. À l'issue de ce premier tour, deux binômes sont en ballottage : Lionel Royer-Perreaut et Martine Vassal (Union au centre et à droite, 45,93 %) et Richard Dubreuil et Antonella Lavarese (RN, 28,55 %).
Le second tour des élections est marqué une nouvelle fois par une abstention massive équivalente au premier tour. Les taux de participation sont de 34,3 % au niveau national, 35,52 % dans le département et 35,99 % dans le canton de Marseille-10. Lionel Royer-Perreaut et Martine Vassal (Union au centre et à droite) sont élus avec 68,48 % des suffrages exprimés (11 467 voix pour 17 770 votants et 49 371 inscrits),,.

## Composition
| Nom                               | Code Insee | Intercommunalité                   | Superficie (km2) | Population (dernière pop. légale)                 | Densité (hab./km2) | Modifier                                    |
| --------------------------------- | ---------- | ---------------------------------- | ---------------- | ------------------------------------------------- | ------------------ | ------------------------------------------- |
| Marseille (bureau centralisateur) | 13055      | Métropole d'Aix-Marseille-Provence | 240,62           | Fraction : 29 873 (2022) Commune : 877 215 (2022) | 3 646              | modifier les données · modifier les données |
| Canton de Marseille-10            | 1321       |                                    |                  | 78 803 (2022)                                     |                    | modifier les données                        |

Le canton de Marseille-10 comprend la partie de la commune de Marseille située à l'intérieur d'un périmètre défini par l'axe des voies et limites suivantes : depuis le littoral, parc du Prado (inclus), corniche du Président-John-Fitzgerald-Kennedy, avenue du Colonel-Serot, avenue de la Garde-Freinet, rue des Colonies, rue Pablo-Picasso, boulevard Georges-Estrangin, traverse Gagliardo, rue Saint-François-d'Assise, traverse Casse-Cou, rue du Cambodge, rue Christophe-Colomb, passage reliant la rue Christophe-Colomb à la rue Lamartine, rue Lamartine, rue Christophe-Colomb, rue François-Brillon, rue du Vallon-de-Montebello, rue Breteuil, rue Villas-Paradis, rue Notre-Dame-des-Anges, rue d'Israël, rue Paradis, avenue du Prado, rond-point du Prado, boulevard Michelet, cours de l'Huveaune, rue Raymond-Teisserre, cours d'eau, parc de stationnement, boulevard Schlœsing, boulevard Rabateau-Daniel-Matalon, échangeur de Pologne, avenue de la Capelette, boulevard Fernand-Bonnefoy, boulevard Lazer, traverse Bessède, rue du Portugal, avenue Benjamin-Delessert, boulevard Mireille-Lauze, ligne de chemin de fer de Marseille-Blancarde à Marseille-Prado jusqu'à autoroute A 50, ligne droite dans le prolongement de la rue des Fenals, rue des Fenals, boulevard Mireille-Lauze, boulevard Fifi-Turin, avenue de la Capelette, boulevard de Pont-de-Vivaux, traverse de la Verrerie, boulevard Romain-Rolland, rue François-Mauriac, chemin du Vallon-de-Toulouse, limite territoriale du 9e arrondissement, canal de Marseille, résidence Parc-Berger (exclue), résidence Campagne-Berger (incluse) canal de Marseille, boulevard du Redon, allée des Pins, chemin de la Colline-Saint-Joseph, rue de l'Horticulture, traverse de la Gaye, chemin Joseph-Aiguier, rue de l'Aviateur-Le-Brix, boulevard Lucé, rue Jules-Isaac, boulevard de la Fabrique, avenue de Mazargues, avenue d'Haïfa, avenue de Hambourg, traverse Frédéric-Vin, traverse de Pomègues, boulevard Baptistin-Cayol, boulevard des Joncs, boulevard du Sablier, avenue Bonneveine, avenue Pierre-Mendès-France, au niveau de la rue Gatons, ligne droite perpendiculaire à l'avenue Pierre-Mendès-France et tracée jusqu'au littoral.

## Démographie
En 2022, le canton comptait 78 803 habitants, en évolution de +2,98 % par rapport à 2016 (Bouches-du-Rhône : +2,48 %, France hors Mayotte : +2,11 %).
| 2013   | 2018   | 2022   |
| ------ | ------ | ------ |
| 74 598 | 77 655 | 78 803 |